# Megalichthys
Megalichthys is een geslacht van uitgestorven kwastvinnige beenvissen, behorend tot de Sarcopterygii. Het geslacht leefde in het Laat-Carboon (ongeveer tussen 345 en 272,5 miljoen jaar geleden) en de fossiele overblijfselen zijn gevonden in Europa.

## Naamgeving
Megalichthys werd voor het eerst beschreven in 1839 door Louis Agassiz in zijn werk Recherches Sur Les Poissons Fossiles. De typesoort is Megalichthys hibberti uit het Boven-Carboon van Yorkshire, Engeland. De geslachtsnaam is afgeleid van het Grieks megalos, 'groot', en ichthys, 'vis'. De soortaanduiding eert professor Samuel Hibbert-Ware, een Engelsman die te Edinburgh een grote verzameling visfossielen uit Schotland aanlegde, waaronder die van kwastvinnigen. In 1834 hield hij daar een lezing over en dat inspireerde Agassiz naar soortgelijke resten uit te kijken. In 1839 publiceerde hij een aantal illustraties van fragmentarische kwastvinnigen uit Schotland die hij benoemde als Megalichthys Hibberti. Hij vond daarna in een museum in Leeds een veel gaver exemplaar gevonden in Yorkshire, 38007, later BMNH 42516, dat hij in 1843 als holotype van de soort aanwees. In 1835 echter had Flemming een Ichthyolithus clackmannensis benoemd op basis van specimen RSM 1950.38.58., een schedeldak dat vermoedelijk tot dezelfde soort behoort. Dat zou betekenen dat de combinatio nova Megalichthys clackmannensis zou moeten luiden. In 1964 fixeerde de ICZN echter na een petitie door Thomson BMNH 42516 als het lectotype. Dat wordt wel gezien als reden om 1843 als jaartal van geldige benoeming van het geslacht als zodanig aan te geven. Nog meer verwarring werd geschapen doordat dat Richard Owen in 1840 de Schotse vondsten benoemde als Rhizodus hibberti.
Later zijn andere soorten beschreven, grotendeels afkomstig van verschillende locaties in het Verenigd Koninkrijk; het is mogelijk dat ten minste enkele van deze soorten identiek waren aan de typesoort.

### Soorten
- † Megalichthys hibberti Agassiz, 1839; = Ichthyolithus clackmannensis Flemming 1835
- † Megalichthys fischeri Eichwald 1844
- † Megalichthys angustus Newberry 1856
- † Megalichthys incurvus (Newberry 1856) = Rhizodus incurvus Newberry 1856
- † Megalichthys coccolepis Young 1870
- † Megalichthys rugosus Young 1870
- † Megalichthys pygmaeus Traquair, 1879
- † Megalichthys laticeps Traquair, 1884
- † Megalichthys anceps Newberry 1888
- † Megalichthys nitens Fritsch 1889
- † Megalichthys laevis Traquair 1890
- † Megalichthys intermedius Woodward 1891; syntypen NHMUK PV OR 37320-1; NHMUK PV OR 37320-2 en NHMUK PV OR 37321, op 1 juli 1863 aangekocht van J. Russel = Rhomboptichius
- † Megalichthys macropomus Cope 1892
- † Megalichthys lancifer (Newberry 1856) Hay 1929 = Rhizodus lancifer Newberry 1856
- † Megalichthys syndentolaminaris Borgen and Nakrem, 2016; holotype NHMUK PV P 57982
- † Megalichthys mullisoni Downs and Daeschler, 2020; holotype ANSP 21152 gevonden in Pennsylvania, eert preparateur C. Frederick Mullison

## Beschrijving
Vissen van dit geslacht waren middelgroot tot groot en konden meer dan een meter lang zijn. Het lichaam was sterk maar relatief slank. De schedel had basale of 'primitieve' kenmerken, met de neusgaten dorsaal gepositioneerd en een reeks kleine dermale botten tussen wandbeen en postpariëtale. Er waren geen voorhoofdsbeenderen. De praemaxilla heeft een verlengde achterste tak aan de binnenrand die bijna het ploegschaarbeen raakt en de premaxillaire vangtand aan de binnenkant plaats van een continue rij marginale premaxillaire tanden. De muil was erg breed en had een enkele mediane 'hoektand' of vangtand, geplaatst op het voornoemde palatinaal uitsteeksel van de premaxilla; deze 'slagtand' had geen vervangingsgebied en kan daarom wellicht niet als een echte slagtand worden beschouwd. De kaken waren afgezet met kleine puntige tanden. Het dentarium had ook een vangtand aan de binnenzijde geplaatst van een continue rij dentaire marginale tanden. De drie coronoïden van de onderkaak misten marginale tanden en hadden geen richel aan de binnenzijde. De wervels waren ringvormig en misten een pleurocentrum, hoewel ze robuust waren. De achterste vinnen waren goed gescheiden van de staartvin, zoals bij Osteolepis en Thursius, maar bij Megalichthys was de anaalvin naar achteren geplaatst ten opzichte van de tweede rugvin. Uitwendig leek de staartvin bijna symmetrisch, terwijl het scapularcoracoïde niet erg massief was. De schubben waren bijna rond en bedekt met een dunne laag cosmine (minder uitgebreid dan bij Osteolepis).

## Fylogenie
Megalichthys is lang verward geworden met het geslacht Rhizodus, een andere enorme sarcopterygische vis uit het Europese Carboon. Megalichthys is ook toegeschreven aan de Rhizodontiformes, maar de meeste geleerden geloven dat het deel uitmaakt van een evolutionaire spreiding (Megalichthyidae) vergelijkbaar met de Osteolepidae, maar meer afgeleid.

## Paleo-ecologie
Net als Rhizodus moet ook Megalichthys een geduchte roofvis zijn geweest van de zoete wateren van het Carboon, die waarschijnlijk andere kleinere dieren achtervolgde, zoals andere vissen en 'amfibieën'.